# Ларус (издател)
„Ларус“ (на френски: Larousse) е френска издателска къща, специализирана в справочната литература, като речници и енциклопедии.
Основана е от Пиер Ларус през 1854 г. Енциклопедичният илюстриран речник е наречен на негово име – „Льо Пти Ларус“ (Le Petit Larousse).
„Ларус“ предлага и мултимедийни енциклопедии на компактдиск или софтуер за изтегляне за операционната система Уиндоус.
От 13 май 2008 г. „Ларус“ предлага енциклопедично съдържание в Интернет – онлайн.